# 袁枢

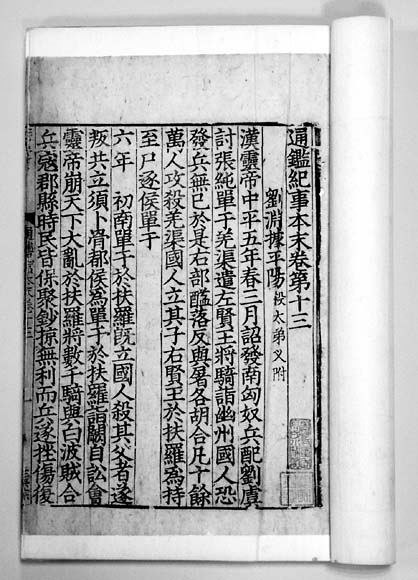
『通鑑記事本末』

袁 枢（えん すう、1131年 - 1205年）は、中国南宋初期の歴史学者・政治家。字は機仲。西山先生と称せられた。

## 経歴
建州建安県の出身。隆興元年（1163年）に進士となり、乾道7年（1171年）には礼部試官となり、大官におもねるということがなかったため、地方に出され温州判官・厳州教授を歴任。司馬光の『資治通鑑』を愛読し、書かれている事件を理解しやすくするため記述の体裁を変えて『通鑑紀事本末』42巻を編纂した。参知政事であった龔良茂がこの著を孝宗に献じ、孝宗は嘉納した上で東宮（太子）などに与え、袁枢を大宗正簿とした。太府丞に国史院編修を兼ねていたさい、同郷である章惇の伝記をつくるにあたり、章惇の子孫に潤色することを求められたが断固として断った。また、殿中侍御史の冷世光を弾劾したこともある。大理少卿・工部侍郎・国子監祭酒をへて、寧宗の治世に右文殿修撰となりさらに江陵府知府となり良政を施し、領民に感謝された。

## 著述
『通鑑紀事本末』の後世への影響は大きく、楊万里・章学誠に賞賛され、『四庫提要』では読みやすいことでは「前古之未見」と評された。袁枢が採用した歴史記述の方法は、章沖『春秋左氏伝事類始末』、楊仲良『皇宋通鑑長編紀事本末』などで模倣され、明清時代では、馮琦・陳邦瞻『宋史紀事本末』、張鑑『西夏紀事本末』、李有棠『遼史紀事本末』と『金史紀事本末』、陳邦瞻『元史紀事本末』、谷応泰『明史紀事本末』のように流行をみた。
家に蔵書が多く、他に『易学索引』、『周易辯異』などの著書がある。